# Municipio de Totten
El municipio de Totten (en inglés: Totten Township) es un municipio ubicado en el condado de Lonoke en el estado estadounidense de Arkansas. En el año 2010 tenía una población de 423 habitantes y una densidad poblacional de 5,53 personas por km².

## Geografía
El municipio de Totten se encuentra ubicado en las coordenadas 34°53′34″N 91°45′21″O / 34.89278, -91.75583. Según la Oficina del Censo de los Estados Unidos, el municipio tiene una superficie total de 76.46 km², de la cual 74,78 km² corresponden a tierra firme y (2,19 %) 1,68 km² es agua.

## Demografía
Según el censo de 2010, había 423 personas residiendo en el municipio de Totten. La densidad de población era de 5,53 hab./km². De los 423 habitantes, el municipio de Totten estaba compuesto por el 90,78 % blancos, el 6,86 % eran afroamericanos, el 0,47 % eran amerindios, el 0,47 % eran isleños del Pacífico, el 1,18 % eran de otras razas y el 0,24 % eran de una mezcla de razas. Del total de la población el 3,55 % eran hispanos o latinos de cualquier raza.